# Listă de triburi dacice

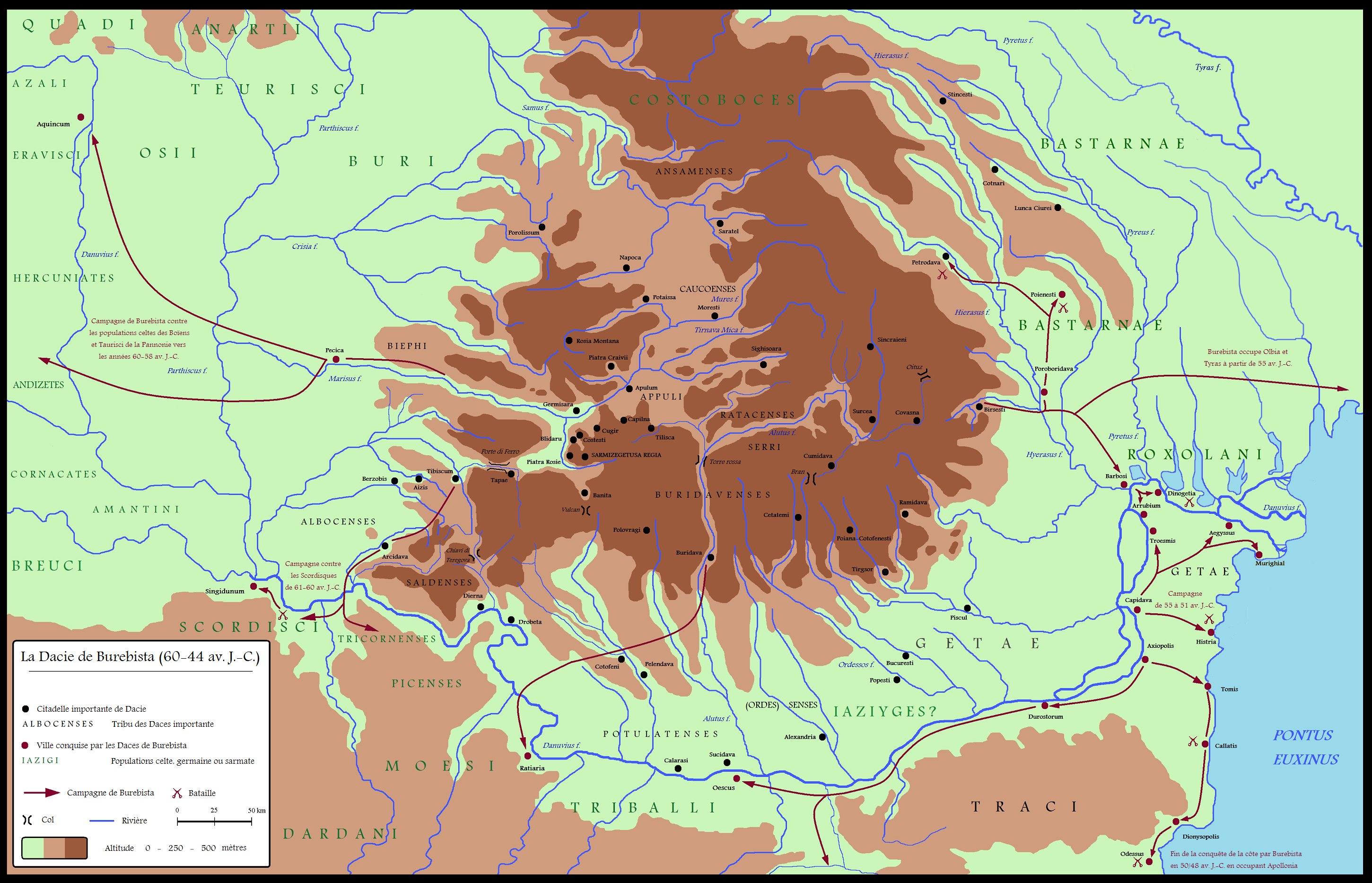
Triburi geto-dacice

Aceasta este o listă de triburi dacice, getice sau tracice.
- Albocensii -localizați în jurul orașului Alboca, Banat. Menționați de Ptolemeu.
- Ansamensii -localizați pe Someș, în Nord-Vestul Transilvaniei. Tribul este atestat de inscripții romane un sat purtând numele acestui trib: vicus Ansamensium.
- Appullii -localizați în jurul orașului Apulum. Sunt menționați de textul antic cunoscut sub numele de Consolatio ad Liviam.
- Biephii / Biefii -localizați în Nordul Banatului. Sunt amintiți de Ptolemeu.
- Biesii -pe malurile Mureșului. Sunt amintiți de Ptolemeu.
- Burii | Buridavensii -capitala Buridava> Ocnele Mari, Oltenia. Sunt menționați de Ptolemeu.
- Carpii | Carpodacii -unul din cele mai mari și importante triburi dacice ce a locuit la est de Carpați până la Nistru.
- Caucoensii -trib dacic, localizat de V.Pârvan în "regiunea de munte din Neamț și Bacău și ținutul spre apus din țara secuilor". Caucoensii au fost vecinii de Sud ai costobocilor, locuind Nordul Moldovei, inclusiv în partea carpatică și dincolo de Siret până la Nistru. Sunt menționați de Ptolemeu.
- Ceiagisii | Keiagisii -trib aflat la Sud de potulatensi, adică în Sud-Vestul Munteniei și Sud-Estul Olteniei (cursul inferior al Oltului). Sunt menționați de Ptolemeu.
- Costobocii -triburi de daci liberi care au locuit în Nordul și Nord-Estul Daciei.
- Cotensii -unul din principalele neamuri geto-dacice. V.Pârvan îi localizează pe “enigmaticii cotensi” în Estul Daciei, respectiv în Sud-Estul Moldovei. Sunt menționați de Ptolemeu la sud de ratacensi, caucoensi și biefi.
- Crobizii -trib getic cel mai probabil din Dobrogea, au fost conduși de Isanthes, menționați de Herodot și Ptolemeu.
- Dacii / Daki/Davi
- Geții
- Harpii -localizați la Nord de gurile Dunării, între Prut și Nistru, sudul Basarabiei. Menționați de Ptolemeu.
- Obulensii -trib getic localizat după izvoare vechi și după cercetări recente în Estul Dobrogei, unde s-au descoperit numeroase orașe, posibile capitale ale acestui trib. Tribul obulensilor este menționat de Ptolemeu.
- Oinensii -trib traco-getic, localizat în Estul Moesiei inferioare, adică partea de Vest a Dobrogei Centrale. Sunt menționați de Ptolemeu.
- Ordyssii | Ordenssos -trib de pe malurile Argeșului.
- Pelii
- Piageții
- Piefigii -localizați de V.Pârvan în Câmpia munteană.
- Potulatensii -neam dacic, după opinia lui V.Pârvan ar fi populat părțile de Nord ale Olteniei și zona deluroasă din Vestul Munteniei. Sunt menționați de Ptolemeu.
- Predavensii -trib dacic, localizat la Nord de Mureșul inferior, până aproape de Crișuri.
- Racataii | Racatriaii -triburi dacice de pe teritoriul actualei Ungarii.
- Ratacensii | Racatensii -trib plasat de V.Pârvan în platoul transilvănean dintre Târnave și Someș.
- Sacii -trib dacic, localizat de V.Pârvan în jurul orașului Sacidava, la sud de Axiopolis (Cernavodă).
- Saldensii
- Sargeții -localizați în Vestul Mureșului și pe Strei.
- Sensii | Siensii -trib dacic localizat de V.Pârvan de-a lungul râurilor Ialomița și Buzău adică în partea de Nord-Est a Munteniei, corespunzătoare județelor Buzău și Brăila.
- Sucii - Suki, capitala Sukidava> Corabia, Oltenia
- Tyrageții -localizați pe malurile Nistrului(Tyras).